# Birgitt Pfeiffer

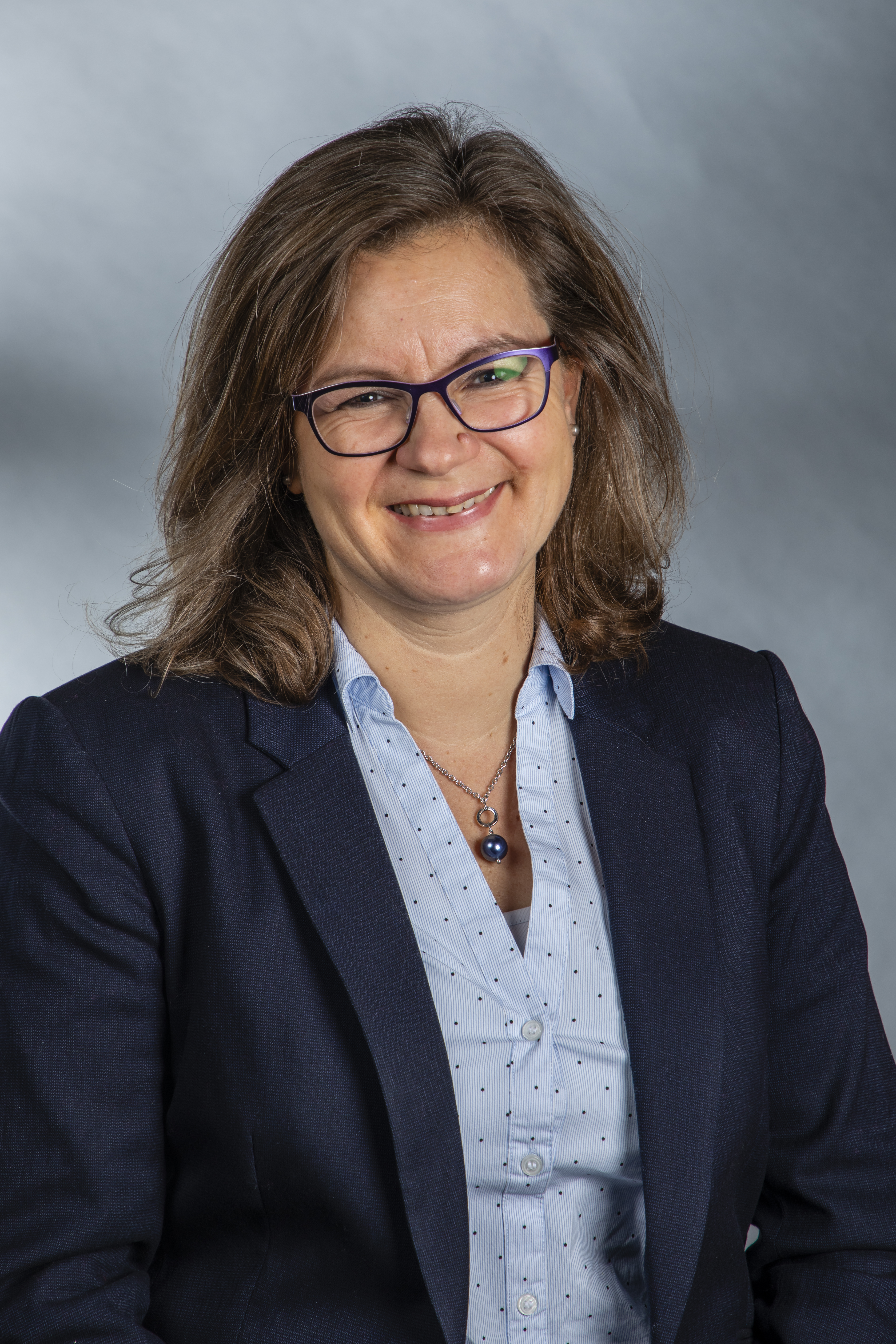
Birgitt Pfeiffer (2019)

Birgitt Pfeiffer (* 1. Mai 1969) ist eine deutsche  Sozialarbeiterin und Politikerin (SPD). Sie war von 2019 bis 2023 Mitglied der Bremischen Bürgerschaft.  

## Biografie

### Ausbildung und Beruf
Pfeiffer absolvierte 1988 ihr Abitur am Albertus-Magnus-Gymnasium Bensberg in Bergisch Gladbach. Sie studierte von 1989 bis 1993 Sozialarbeit und Sozialpädagogik an der Hochschule Bremen. In einem Auslandsstipendiat erstellte sie 1993 ihre Diplomarbeit zum Thema Kindheit und Kinder in Norwegen am Norsk Senter for Barneforskning in Trondheim. Von 1995 bis 2001 absolvierte sie eine berufsbegleitende Ausbildungen zur Interkulturellen Arbeit und zur Mediation. 
Von 1993 bis 1996 war sie tätig beim Haus der Familie Tenever, dann bis 1997 bei der Schwangerschaftsberatungsstelle des Sozialdienstes der katholischen Kirche. 1996/97 war sie Wissenschaftliche Mitarbeiterin im Forschungsprojekt Kinder, Nationalbewußtsein, Ethnozentrismus und kollektive Identität an der Hochschule Bremen. 1997/98 war sie Leiterin einer katholischen Kinderkrippe und 1998/99 tätig bei der SOS-Beratungsstelle in Osterholz. Von 1999 bis 2006 war sie beim Diakonischen Werk Delmenhorst beschäftigt. Danach war sie in der Geschäftsführung und seit 2016 als hauptamtlicher Vorstand der Freiwilligen-Agentur Bremen tätig. Von 2011 bis 2016 war sie zudem im berufsbegleitenden Masterstudiengang Nonprofit-Magagement and Gouvernance der Universität Münster.

### Politik
Pfeiffer ist seit 2005 Mitglied der SPD im SPD-Ortsverein Bremen-Woltmershausen und dann in der Neustadt. 2018 wurde sie von der Mandatskommission der SPD auf den Listenplatz 12 der SPD-Liste für die Bürgerschaftswahl 2019 gesetzt. Sie zog in die Bürgerschaft ein. Bei der Bürgerschaftswahl in Bremen 2023 erhielt sie kein Mandat mehr und schied aus der Bürgerschaft aus.

### Weitere Mitgliedschaften
- 1984–1989: Katholische junge Gemeinde (KJG)
- 1990–1992: Asta-Vorsitzende am Fachbereich Sozialwesen
- seit 1990: Fördermitglied bei Pro Asyl
- 1993–2000: Frauenprojekt Femmekanal
- 2002–2006: Ruderwartin und Vorstandsmitglied beim Bremer Ruderclub Hansa
- 2000–2006: Landesarbeitsgemeinschaft Soziale Brennpunkte in Niedersachsen; Vorstandsmitglied
- seit 2013: Mitglied im Bildungsausschuss des Landessportbundes Bremen
- seit 2013: Mitarbeit im Beirat der Finanzholding Sparkasse Bremen
- seit 2016: Stiftungsrat der Bürgerstiftung Bremen